# Kärrtistelblomfluga
Kärrtistelblomfluga (Cheilosia velutina) är en tvåvingeart som först beskrevs av Friedrich Hermann Loew 1840.  Kärrtistelblomfluga ingår i släktet örtblomflugor, och familjen blomflugor.
Artens utbredningsområde är Polen. Arten är reproducerande i Sverige. Inga underarter finns listade i Catalogue of Life.